# Maximiliano Carlos, 6.º Príncipe de Thurn e Taxis
Maximiliano Carlos de Thurn e Taxis, em alemão:  Maximilian Karl Fürst von Thurn und Taxis (Ratisbona, 3 de novembro de 1802 — Ratisbona, 10 de novembro de 1871) foi o sexto príncipe de Thurn e Taxis, chefe do Serviço Postal de Thurn e Taxis, e da Casa de Thurn e Taxis de 15 de julho de 1827 até sua morte em Ratisbona, Baviera, em 10 de novembro de 1871.

## Biografia

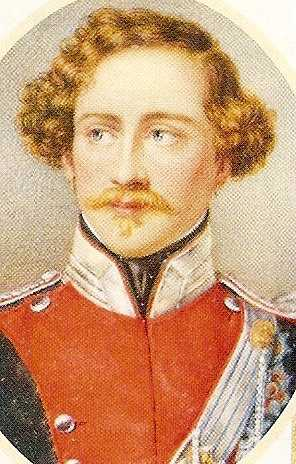
Maximiliano Carlos

Foi o quarto filho do Príncipe Carlos Alexandre de Thurn e Taxis e sua esposa Teresa, Duquesa de Mecklenburg-Strelitz, irmã da rainha Luísa da Prússia. Nascido em 3 de novembro de 1802 no chamado Palácio Interior da abadia de St. Emmeram, se tornou aos nove anos subtenente do 4° Regimento Real de Cavalaria da Baviera. Após quatro anos de educação no Bildungsinstitut Hofwyl, uma instituição educacional da Suiça, ele se juntou ao exército bávaro em 25 de agosto de 1822. Logo após a morte de seu pai em 1827, Maximiliano Carlos pediu sua demissão do exército para assumir seu novo papel de chefe da Casa de Thurn e Taxis, com a assessoria e o apoio de sua mãe.
Em 1827, Maximiliano Carlos sucedeu seu pai como chefe do Serviço Postal de Thurn e Taxis, que tinha sua sede em Frankfurt am Main. Com a anexação da Cidade Livre de Frankfurt pelo Reino da Prússia em 1866, e a venda forçada do serviço postal de Thurn e Taxis por três milhões de Thalers, a era do monopólio postal da família chegou ao fim. A entrega ocorreu em 1° de Julho de 1867.